# Custonaci
Custonaci (szicíliaiul Custunaci) település Olaszországban, Trapani megyében. Lakosainak száma 5274 fő (2023. január 1.). Custonaci Castellammare del Golfo, Valderice, San Vito Lo Capo, Buseto Palizzolo és Erice községekkel határos.

## Népesség
A település népességének változása:
| Lakosok száma | 5587 | 5571 | 5274 |
|               | 2017 | 2018 | 2023 |